# سحم الجولان
سحم الجولان هي قرية زراعية تقع في جنوب غرب سوريا، تابعةٌ إدارياً لمحافظة درعا وليس للقنيطرة كما يبدو من اسمها. تحيط بها: تسيل من الشمال، وجلين من الشرق، وحيط من الجنوب، ونافعة والشجرة من الغرب. بلغ عدد سكانها حسب تقدير عام 2006 ما يقارب 8,000 نسمة.

## تاريخ

### العصور القديمة
تحتوي القرية على آثار تعود إلى القرن الرابع. ويُعتقد أيضًا أنها مدينة الجولان التوراتية.

### الدولة العثمانية
ظهرت سحم الجولان في سجلات الضرائب العثمانية في عام 1596 كجزء من ناحية الجولان الشرقي في قضاء حوران. كان عدد سكانها من المسلمين 22 أسرة و15 عازبًا. يدفع معدل ضريبة ثابت بنسبة 25% على القمح والشعير والمحاصيل الصيفية والماعز و/أو خلايا النحل؛ بإجمالي 4000 آقجة.
في عام 1884، زار عالم الآثار الأمريكي جوتليب شوماخر سحم الجولان ووصفها بأنها قرية كبيرة يبلغ عدد سكانها 280 شخصًا في سهل حوران، على الرغم من ارتباطها إداريًا بناحية الجولان المتمركزة في القنيطرة بدلاً من ناحية حوران المتمركزة في الشيخ سعد. قسمت القرية إلى ثلاثة أحياء منفصلة. أشار شوماخر إلى أن منازل سحم الجولان كانت أفضل بناءً من غيرها من القرى في الجولان، وكانت مبنية من الحجارة المعاد استخدامها من المساكن المسيحية القديمة، بدلاً من المنازل الطينية السائدة في المنطقة.
كان أكثر من نصف مساكن القرية مهجورًا و/أو في حالة سيئة بحلول وقت زيارة شوماخر. وما لا يقل عن ستين أو سبعين منزلاً لا يزال مأهولًا بالسكان. أغلب شوارع القرية واسعة ومستقيمة. معظم المساكن والآثار القديمة أو التي تعود إلى العصور الوسطى تقع في الحي الشمالي من سحم الجولان، بما في ذلك منزل شيخ القرية، الذي كان في السابق كنيسة صليبية وظل محفوظًا جيدًا. كان على شكل مستطيل، ومبني من البازلت المنحوت، ويبلغ قياسه 24 مترًا في 10 أمتار (79 قدمًا × 33 قدمًا) ويتكون من طابق واحد بسقف مسطح. كانت العديد من الألواح والعتبات التي بُني منها المبنى مزخرفة بالصلبان والأهلة والزخارف النباتية. وكانت المباني القديمة المحيطة بمنزل الشيخ مأهولة بأقاربه. وفي الزاوية الجنوبية الشرقية من القرية كان هناك برج يبلغ ارتفاعه 15 مترًا (49 قدمًا) يُطلق عليه محليًا اسم الجامع أو المدني؛ ويبدو مشابهًا للأبراج في قرى حوران درعا وطفس ونوى.
وعلى الرغم من مناخ القرية الصحي وتربتها الخصبة، إلا أن عدد سكانها كان في انحدار. وكانت حدائق الخضروات وأشجار الفاكهة المزروعة على طول مجرى وادي الشفيل غرب سحم الجولان في حالة سيئة أيضًا. وعزا شوماخر تدهور القرية إلى ديون السكان الثقيلة للدائنين، الذين رهنت لهم معظم أراضي القرية ومنازلها كضمان.